# Final Fantasy XIV
Final Fantasy XIV (OT: jap. ファイナルファンタジー, Fainaru Fantajī Fōtīn), auch bekannt als Final Fantasy XIV Online, ist das zweite MMORPG der Final-Fantasy-Serie. Es wurde vom gleichen Team entwickelt, das auch für Final Fantasy XI verantwortlich war. Final Fantasy XIV ist am 30. September 2010 weltweit für Windows-PC erschienen. Mit der Erweiterung Heavensward wurde das Spiel auch für Mac OS X veröffentlicht, jedoch kurze Zeit später aufgrund von diversen Problemen wieder zurückgezogen. Eine erneute Veröffentlichung fand zusammen mit dem Patch 3.2 „The Gears of Change“ am 23. Februar 2016 statt. Die Unterstützung für den Betrieb des Spiels auf der Plattform Playstation 3 wurde zum Start der zweiten Erweiterung Stormblood, am 20. Juni 2017, beendet.
Final Fantasy XIV erhielt nach seinem Start scharfe Kritik, was zu einer öffentlichen Entschuldigung und einem Austausch der verantwortlichen Produzenten führte. Square Enix gab im Oktober 2011 bekannt, das Spiel umfassend zu überarbeiten und einen Relaunch unter dem Titel Final Fantasy XIV: A Realm Reborn vorzunehmen; dieser erfolgte weltweit am 27. August 2013 in Form einer Standard- und einer Sammleredition. A Realm Reborn ersetzte das ursprüngliche Final Fantasy XIV. Das Spiel brachte eine neue Engine, verbesserte Server-Strukturen, aufpoliertes Gameplay und eine neue Handlung mit sich.
Am 23. Juni 2015 erschien die erste Erweiterung Final Fantasy XIV: Heavensward. Am 20. Juni 2017 wurde die zweite Erweiterung Stormblood veröffentlicht. Am 2. Juli 2019 wurde die dritte Erweiterung Shadowbringers veröffentlicht.
In einem am 6. Februar live ausgestrahlten Trailer wurde der Name der Erweiterung 6.0, Endwalker, bekanntgegeben, die im Herbst 2021 veröffentlicht werden sollte. Nach einer Verschiebung erschien diese am 3. Dezember 2021.
Am 21. April 2024 wurde die Version für Xbox Series veröffentlicht, was das Spiel einer noch breiteren Spielerschaft zugänglich machte.

## Spielmechanik
Der generelle Spielablauf ähnelt dem von Final Fantasy XI. Im Spiel wird Fortschritt durch das Absolvieren von Missionen und Aufträgen erzielt. Diese Missionen decken die Handlung des Spiels portionsweise auf und erlauben das gemeinsame Spielen mit anderen Spielern. Die Stadtstaaten der Welt Eorzea dienen als Treff- und Sammelpunkte der Spieler, von wo aus sie gemeinsam ihre Missionen antreten, sich unterhalten, Gilden besuchen oder Freizeitaktivitäten nachgehen. Die Zeit verläuft dabei nicht in Echtzeit, sondern ein voller Tag im Spiel dauert 72 Minuten in Echtzeit.

### Gildenfreibriefe
Die Missionen werden in Form von Gildenfreibriefen ausgeschrieben. Es sind rechteckige Karten aus farbigem Kristall, die von der Abenteurergilde herausgegeben werden und die Abenteurer zu Aufträgen berechtigen. Sie sind in wertvolle Metallrahmen eingearbeitet und zeigen die Schutzheiligen Eorzeas samt ihren Tugenden. In jeder Schänke können sich die Abenteurer verschiedene Freibriefe zeigen lassen, die ihren Fähigkeiten und ihrem Status entsprechen. Für die Erfüllung von schwierigen Aufträgen können sich Abenteurer zusammenschließen, um von ihren Privilegien zu profitieren. Wenn alle verschiedene Freibriefe mit sich bringen, können diese zu einer Kampagne kombiniert werden. Insgesamt gibt es acht Kategorien von Freibriefen, die verschiedene ehrenhaft Tugenden wie Tapferkeit, Beständigkeit, Zuverlässigkeit oder Hingabe repräsentieren und entsprechende Aufträge und Missionen unter sich bündeln.

### Ausrüstung
Das Ausrüstungssystem ist der Dreh- und Angelpunkt in Final Fantasy XIV, da es den Spielstil der Abenteurer beeinflusst und an ihre Entwicklung gekoppelt ist. Durch das bloße Ändern von ausgerüsteten Waffen oder Werkzeugen kann nicht nur der Spielstil und die damit einhergehenden aktiv verwendeten Fertigkeiten geändert werden, sondern auch die äußere Erscheinung. Durch dieses Prinzip kann sich der Spieler jederzeit optimal auf die Situation einstellen, wobei jedoch ein Wechsel der Waffen nur außerhalb von Kämpfen erfolgen kann. Jede Waffe und jedes Werkzeug beinhaltet bestimmte spezifische Fähigkeiten, die zur Disziplin passen und die durch häufigen Gebrauch effektiver werden. Ausrüstungsgegenstände haben hier, im Gegensatz zum jeweiligen Klassenlevel, keine Möglichkeit zum leveln. Man kann diese aber im weiteren Spielverlauf mit sogenannten Materia verstärken.

### FATEs
Ein Full Active Time Event (meistens abgekürzt als F.A.T.E. oder FATE) sind große, öffentliche Events, die zufällig in der gesamten Welt auftauchen und bei erfolgreicher Absolvierung Belohnungen ausgeben. Es gibt verschiedene Arten von FATEs, wie Patrouillengänge, Kämpfe gegen bestimmte Gegner oder Bosskämpfe. Jeder Kartenabschnitt im Spiel beinhaltet verschiedene FATEs, je nachdem wie viel Spieler sich dort aufhalten, wird die Schwierigkeit und Anzahl angepasst. Die FATEs sind eine der schnellsten Möglichkeiten, um im Level zu steigen, Gil und Staatstaler zu verdienen. Die FATE-Level sind angepasst an die im Umkreis befindlichen Monster und Spieler, dessen Stufe zu hoch ist, müssen sich erst an die Niveau des FATEs anpassen, um teilnehmen zu können. Daneben gibt es zusätzlich spezielle seltene Ereignisse, die ganz spezielle Belohnungen vergeben.

### Disziplinen und Lebensstil
Durch die Ausrüstungsgegenstände werden den Abenteurern bestimmte Disziplinen zugesprochen, die weitestgehend bestimmten Charakterklassen aus anderen Teilen der Serie entsprechen. Dabei können diese Disziplinen in vier große Gruppen eingeteilt werden: Die „Krieger“, die ihr Heil mit Waffen in der Schlacht suchen; die „Magier“, die sich seltsamer Artefakte bedienen und sich der Erforschung der magischen Künste verschrieben haben; die „Sammler“, die im Gelände arbeiten und der Natur ihre Schätze abringen; und die „Handwerker“, die sich mit ihren Werkzeugen auf das Herstellen von Gütern verstehen. Das Ausrüstungssystem lässt dabei jedem Spieler die Wahl, ob er sich spezialisieren oder ein Allrounder sein möchte.
Dabei ist zu beachten, dass all diese Disziplinen Teile eines funktionierenden Sozialsystems sind, in welchem sich die Bewohner der Spielwelt selbständig mit Lebensmitteln und Ausrüstungsgegenständen gemäß ihrer Fähigkeiten versorgen. Ein Gladiator kann beispielsweise ein Monster erlegen und das Fleisch zu einem Gourmet bringen, aus dem dieser dann Nahrung erzeugt und sie verkaufen kann. Das Tierfell bringt er zu einem Gerber und lässt sich daraus eine Rüstung herstellen. Oder ein Gärtner findet beispielsweise in den Wäldern gewisse Zutaten, die er sich von einem Alchemisten aufbereiten lassen kann.
Kurz vor dem Neustart des Spiels, mit Patch 1.21, wurden zusätzlich auch erweiterte Klassen (Jobs) aus früheren Spielen der Final-Fantasy-Reihe integriert. Sie können ausgeübt werden, wenn bestimmte Kombinationen der Erfahrungen in den ausgeübten Disziplinen erreicht werden. Nach Abschluss einer daraufhin verfügbaren Jobquest erhält der Spieler einen entsprechenden Jobkristall, der beim Ausrüsten den Wechsel in den jeweiligen Job ermöglicht. Neue Jobs werden regelmäßig mit jeder Erweiterung hinzugefügt, wobei die, die mit und nach der Heavensward-Erweiterung integriert wurden, nicht mehr bestimmte Grundklassen voraussetzen. Mit Patch 4.0 Stormblood wurde für bestehende Jobs die Grundklassenvoraussetzungen auf nur eine bestimmte Disziplin reduziert.
Die folgende Auflistung zeigt die verschiedenen Disziplinen (und gegebenenfalls die daraus erlernbaren Jobs) auf.
| Verteidiger - Gladiator -> Paladin - Marodeur -> Krieger - Dunkelritter (3.0) - Revolverklinge (5.0) Nahkampfangreifer - Faustkämpfer -> Mönch - Pikenier -> Dragoon - Schurke -> Ninja (2.4) - Samurai (4.0) - Schnitter (6.0) - Viper (7.0) Physischer Fernkämpfer - Waldläufer -> Barde - Maschinist (3.0) - Tänzer (5.0) | Heiler - Druide -> Weißmagier - Hermetiker -> Gelehrter (2.0) - Astrologe (3.0) - Weiser (6.0) Magischer Fernkämpfer - Thaumaturg -> Schwarzmagier - Hermetiker -> Beschwörer (2.0) - Rotmagier (4.0) - Piktomant (7.0) - Blaumagier (4.5, Beschränkt) | Handwerker - Zimmerer - Grobschmied - Plattner - Goldschmied - Gerber - Weber - Alchemist - Gourmet Sammler - Minenarbeiter - Gärtner - Fischer |

### Charaktererschaffung
Final Fantasy XIV bietet ein einfaches, aber dennoch umfassendes System zur Charakterkreation. Bei der Charaktererstellung stehen Feinheiten wie Augengröße und -farbe, Haut, Haartyp und -farbe sowie Strähnen und Farbverläufe zur Auswahl und weiterhin die Formen von Augen, Mund und Nase. Außerdem können noch Extras wie Tätowierungen oder Narben gewählt werden. Zusätzlich können bestimmte Aktionen im Spiel dauerhafte Auswirkungen auf das Aussehen haben. Neben der Rasse, die gleich als erstes bestimmt wird, muss auch ein Geschlecht sowie die Zugehörigkeit zu einem von jeweils zwei Clans gewählt werden, was ebenfalls weitere äußerliche Unterschiede mit sich zieht.
Insgesamt ergeben sich durch Rasse, Geschlecht, Clan und Grundtyp bereits 80 verschiedene Möglichkeiten, die durch die Gesichtsparameter weiter individualisiert werden können. Zum Abschluss muss eine Startdisziplin, ein Server, der individuelle Glückstag und der angebetete Gott der Zwölf gewählt werden.

## Spielwelt
In *Final Fantasy XIV* gibt es eine Welt namens Eorzea, die ursprünglich den Kontinent Aldenard beherbergt. Diese Welt wird in der Erweiterung *Endwalker* weiter erkundet, wo Spieler mehr über die ursprüngliche Welt, Ætheris, erfahren können. Eorzea ist reich an verschiedenen Landschaften und beherbergt eine Vielzahl von Rassen, ähnlich denen in *Final Fantasy XI*. Spieler können zwischen verschiedenen Stadtstaaten wählen, darunter Gridania im Osten Aldenards, Limsa Lominsa im Süden der Insel Vylbrand und Ul’dah weit im Süden Aldenards in den Felswüsten. In den Erweiterungen *Heavensward*, *Stormblood* und *Shadowbringers* können Spieler verschiedene neue Gebiete erkunden, darunter Ishgard, Ala Mhigo, Doma und Norvrandt, die jeweils mit einzigartigen Landschaften und Geschichten aufwarten.

## Rassen
Bei den Rassen ist die Ähnlichkeit zu denjenigen aus Final Fantasy XI auffällig, was von den Entwicklern auch beabsichtigt ist. Einerseits haben sich diese Rassen bezüglich der Spielbalance bewährt, andererseits sollen sich Spieler schnell zurechtfinden.
Die Rassen haben jeweils zwei Unterarten, welche sich ausschließlich in unterschiedlichen optischen Anpassungsmöglichkeiten unterscheiden.
Durch die Erweiterungen „Heavensward“ und „Shadowbringers“ werden die Au Ra sowie die Hrothgar und Viera als spielbare Rassen freigeschaltet.
Die folgenden Rassen stehen zur Auswahl:
Hyuran (ヒューラン Hyūran)
Ein menschenähnliches Volk, das früher außerhalb von Eorzea lebte und über große Völkerwanderungen in der Vergangenheit nach Eorzea strömte. Es teilt sich in die Volksstämme Wiesländer und Hochländer. Die Wiesländer machen die große Mehrheit der Hyuran aus und sind in ganz Eorzea anzutreffen. Die Hochländer sind seltener anzutreffen und zeichnen sich dadurch aus, dass sie größer und muskulöser sind als die Wiesländer.
Elezen (エレゼン Erezen)
Ein elfenähnliches Nomadenvolk, das auch als Ureinwohner Eorzeas gilt. Früher bestand zwischen ihnen und den Hyuran ein Kriegszustand um deren Territorien, doch heute sind sie beisammen. Die Elezen teilen sich in die beiden Volksstämme Erlschatten und Dunkelalben, wobei sich hier eine starke Rivalität zeigt. Während sich die Erlschatten an den Gründungen von Städten beteiligten, zogen sich die Dunkelalben weiter in den dämmrigen Höhlen der Waldgebiete Eorzeas zurück.
Lalafell (ララフェル Raraferu)
Die Lalafell sind kleine, kinderähnliche Humanoiden mit großer Agilität. Sie stammen ursprünglich von den südlichen Inseln, doch der rege Handel führte sie letztlich nach Eorzea. Sie pflegen zu allen Völkern gute Beziehungen. Die Lalafell teilen sich in den beiden Volksstämme Halminge und Sandlinge auf. Die Halmlinge sind in der Region La Noscea häufig anzutreffen und betreiben dort Landwirtschaft oder sind in Limsa Lominsa als Fischer oder Matrosen tätig. Die Sandlinge hingegen leben in den Wüsten von Thanalan und sind auch Mitbegründer des Reichtums von Ul'dah.
Miqo'te (ミコッテ Mikotte)
Die Miqo'te sind ein katzenhaftes Volk und Nachfahren von Jägern und Sammlern. Sie fanden ihren Weg nach Eorzea im Zeitalter des langen Eises und teilen sich in die zwei Volksstämme Goldtatzen und Mondstreuner. Die Goldtatzen sind häufig in Einöden anzutreffen, viele von ihnen leben jedoch auch in Limsa Lominsa. Sie sind Anhänger der Sonnengöttin, jedoch die Mondstreuner Anhänger des Mondgottes. Die Mondstreuner sind häufig nachts im Finsterwald anzutreffen, wo sie auf Jagd gehen.
Roegadyn (ルガディン Rugadin)
Die Roegadyn sind eine große und vor allem eine muskulöse Rasse aus den nördlichen Meeren. Sie bilden die zwei Volksstämme der Seewölfe und der Lohengarde. Die Seewölfe waren einst Piraten und verdienen heute ihr Geld als Fährleute oder Fischer. Die Lohengarde hingegen verdingen sich traditionell als Söldner. Ihre rotbraune Hautfarbe und dem ungewöhnlichen Lebensraum in den Bergen verdanken sie ihren Namen.
Au Ra (アウラ Aura)
Die Au Ra werden aufgrund ihrer panzerharten Schuppen, den Dornen und den geschwungenen Hörnern als Drachenähnliches Volk bezeichnet. Die Wurzeln der Au Ra liegen auf dem im Osten liegenden Kontinent Othard. Dieses Volk teilt sich in die beiden Stämme Raen und Xaela auf. Der größte Unterschied beider Stämme sind die hellen bzw. dunkel glänzenden Schuppen. Die Raen sind friedliebend und tolerant, dennoch verlassen sie nur selten ihre Täler. Die Xaela hingegen sind kühn und verwegen und zudem sehr geschickte Kämpfer. Sie sind abenteuerlustig und leben nomadisch.
Hrothgar (ロスガル Rosugaru)
Die Hrothgar sind ein barbarisches Volk und stammen aus Ilsabard. Sie besitzen ein raubkatzenähnliches Äußeres und sind fast ausschließlich männlich. Das Volk gliedert sich in die beiden Stämme Helions und Losgesagten auf. Die Helions, kennzeichnet durch die warmen Erdtöne, kreist in ihrer überwiegend aus Männern bestehende Gesellschaft um ihr weibliches Oberhaupt. Die Losgesagten zeichnen sich durch ihre kühlen, gedeckten Fellfarben aus. Sie verließen vor vielen Generationen ihre Siedlungen für ein freieres Dasein als Nomaden, heutzutage gelten sie als Saisonarbeiter und Söldner.
Viera  (ヴィエラ Viera)
Die Viera, auch als Waldbewohner bezeichnet, sind ein verhältnismäßig kleines Volk aus Othard, das in den Tiefen des Waldes seit Jahrhunderten beheimatet ist. Sie scheuten den Kontakt zur Außenwelt, insbesondere die männlichen Vertreter offenbaren sich nach Tradition so gut wie nie. Dieses Volk tritt als Stamm der Rava und als Veena in Erscheinung. Die dunkle Haut der Rava lässt sich im Schatten des Waldes verschwinden. Sie sind Beschützerinnen des Heiligen Dschungels von Gomore. Die Veena zeichnen sich durch ihre helle Haut, angelegen an die schneebedeckten Gipfel ihrer Heimat, das Skatay-Gebirge, aus. Nach Jahrhunderten als Jägerinnen und Sammlerinnen, mieden sie jeden Kontakt zu Fremden. Nun öffnen sich beide Stämme der restlichen Welt. Seit dem Addon „Endwalker“ (ab Patch 6.0) ist diese Rasse auch als männlicher Charakter spielbar.
In der Welt der Erweiterung Shadowbringers sind die einzelnen Rassen unter anderen Namen bekannt. So werden aus Hyuran Humes; aus Elezen Elf(en); Lalafell werden zu Zwergen und Miqo'te zu Mystel. Au Ra heißen Drahn und Roegadyn Galdjent.

## Handlung
Zwölf Götter wachen seit jeher über Eorzea und nahmen sich der fünf Völker an, die vor langer Zeit in ihr sonst leeres Land einströmten, da sie von ihrer Zähigkeit angetan waren und seitdem ihre Geschicke leiteten. Die Götter wurden als die Zwölf bekannt und verehrt, während unterdessen zahlreiche Dörfer gegründet wurden, sich zu Städten entwickelten und zu Stadtstaaten heranwuchsen. Doch seit jeher herrschten Zwist und Unstimmigkeit in Eorzea. Oftmals beherrschten Verrat und gebrochene Schwüre die Beziehungen, und somit wurden viele Schlachten geschlagen und viele Dörfer zur Erde verbrannt, aus der sie entstanden.
15 Jahre vor Spielbeginn änderten sich diese Verhältnisse schlagartig, als die bis dahin geltende Großmacht Ala Mhigo von einer bislang völlig unbekannten Armee überrannt wurde. Gegen die futuristischen Waffen und vollmetallenen Rüstungen der Streitkräfte des Garleischen Kaiserreichs hatten die Verteidiger keine Chance. Der gesamte Norden Eorzeas wurde im Zuge dessen überrollt und in Schutt und Asche gelegt. Dies war der ausschlaggebende Punkt für die anderen Stadtstaaten, ihre ewig andauernden Feindschaften beiseitezulegen und sich auf die gemeinsame Bedrohung zu konzentrieren. Sie gründeten folglich ein geheimes, militärisches Bündnis, allerdings fand die befürchtete Invasion in den Süden unerklärlicherweise nie statt. Aus diesem Grund leben die Bewohner Eorzeas seitdem in Furcht vor einem Angriff. Diese Zeit des unruhigen Friedens wird demnach als die Zeit der Stille bezeichnet. Vor zehn Jahren schließlich wurde der erste der Primae in Eorzea gesichtet. Diese entsetzlichen Kreaturen wurden von einigen wilden Stämmen heraufbeschworen, um die Stadtstaaten einzuschüchtern. Beide Ereignisse prägten nachhaltig das Bild Eorzeas.
Die Stadtstaaten der neuen Allianz bildeten stehende, flexible Heere aus um einem potenziellen Angriff gewachsen zu sein. Stadtwachen, Söldner und ausgeschiedene Soldaten fanden dagegen kaum mehr Beschäftigung und verfielen teilweise der Kriminalität. Angesehene Söldnerführer schlossen sich daraufhin zusammen und gründeten ein Netzwerk von Gilden, die diesen verlorenen Seelen ein neues Zuhause bieten sollte und sie durch gute Taten rehabilitieren ließ. Diese Gildenanhänger werden als die Abenteurer bezeichnet und begründen mit ihren Handlungen das Zeitalter der Abenteurer. Auf unerklärliche Weise entwickelten seither einige Abenteurer die Gabe, bestimmte Dinge in der Vergangenheit zu manipulieren. Diese Gabe weckt seitdem große Furcht, aber auch die Machtgier der Führer.

## Geschäftsmodell
Um das Spiel spielen zu können, muss ein monatliches Entgelt entrichtet werden. Mit dem erstmaligen Kauf des Spiels erhält man einen kostenlosen Monat. Ein Standard-Monatsabonnement kostet 12,99 Euro, ein dreimonatiges Abonnement 11,99 Euro pro Monat und ein sechsmonatiges Abonnement 10,99 Euro pro Monat. Dies ermöglicht die Erstellung von bis zu acht Charakteren pro Welt und 40 insgesamt. Die Zahlung ist über Lastschrift, Kreditkarte, Prepaid-Guthaben („Crysta“) und anderen Zahlungsarten möglich. Im Handel sind auch Guthabenkarten erhältlich, die ein Weiterspielen für 60 Tage erlauben. Daneben gibt es ein Einsteiger-Monatsabonnement für 10,99 Euro, mit der Einschränkung auf einen Charakter pro Welt, insgesamt acht.
Seit dem im August 2020 erschienen Patch 5.3 wurde die seit 2017 angebotene Demo-Version stark erweitert. Die Spieler können nun ohne Zeitbegrenzung einen Charakter in allen Klassen auf Spielerlevel 60 (statt bisher 35) bringen, alle bis dahin verfügbaren Aufgaben und Quests erledigen und die Geschichte erleben. Auch die bisher nur kostenpflichtig spielbare Erweiterung Heavensward ist nun in der Demo enthalten. Lediglich kleinere Einschränkungen existieren weiterhin, so ist beispielsweise der Besitz von In-game Währung limitiert.
Zusätzlich werden in der „Mogry-Station“ (Accountverwaltung) folgende kostenpflichtige Dienste angeboten:
| Kostenpflichtiger Dienst | Beschreibung                                                                | Preis                                                                                   |
| ------------------------ | --------------------------------------------------------------------------- | --------------------------------------------------------------------------------------- |
| Abenteuergeschichten     | Sprung ans Ende des jeweiligen Spielabschnittes                             | A Realm Reborn: 9,75 € Heavensward: 13,00 € Stormblood: 17,50 € Shadowbringers: 21,75 € |
| Job-Stufenaufstiege      | Aufstieg der jeweiligen Jobklasse auf Stufe 80                              | 21,75 €                                                                                 |
| Fantasia                 | Ermöglicht das Verändern des Aussehens eines Charakters inkl. Rassenwechsel | Einzelpreis: 7,00 € / versch. Bündelpreise                                              |
| Charakterumbenennung     | Namensänderung eines Charakters                                             | 7,00 €                                                                                  |
| Weltentransfer           | Transfer eines Charakters auf eine andere Welt                              | 14,00 €                                                                                 |

## Entwicklung
Final Fantasy XIV wurde unter dem Codenamen Rapture entwickelt. Produziert wurde es von Hiromichi Tanaka, der bereits für Final Fantasy XI verantwortlich war. Der ursprüngliche Direktor des Spiels war Nobuaki Komoto, der künstlerische Leiter Akihiko Yoshida (Vagrant Story, Final Fantasy XII), der Soundtrack stammt erstmals seit Final Fantasy IX wieder komplett aus der Feder von Nobuo Uematsu. Die verwendete Spiel-Engine war Crystal Tools. Am 30. September 2010 wurde das Spiel schließlich veröffentlicht. Erste Previews bezeugten dem Spiel großes Spielspaß-Potenzial, allerdings fielen Tests und Beurteilungen sehr durchwachsen aus. Während audiovisuell wenig Kritik anfiel, wurden diverse Aspekte der Spielmechanik negativ bewertet.

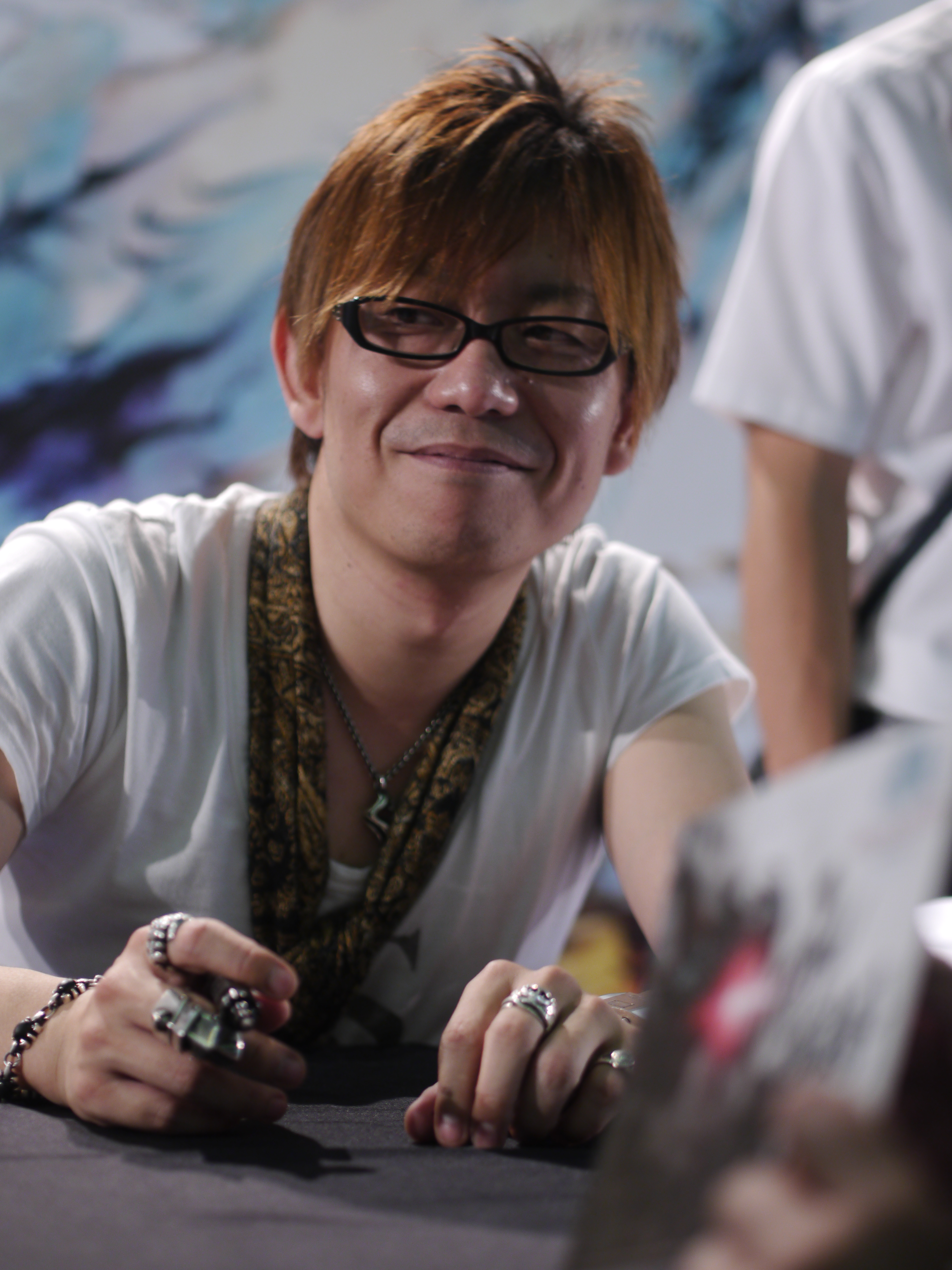
Naoki Yoshida ersetzte Tanaka und Komoto und übernahm die Rolle des Direktors für A Realm Reborn.

Als Reaktion zog sich zwei Monate nach der Veröffentlichung im November 2010 Tanaka vom Posten des Produzenten zurück und Komoto wurde seines Amtes als Direktor enthoben. Naoki Yoshida ersetzt sie fortan und erfüllt beide Rollen. Der CEO von Square Enix, Yōichi Wada, sagte auf einer Pressekonferenz, dass die Marke Final Fantasy durch das Spiel großen Schaden erlitten habe.
Von da an wurden regelmäßige Botschaften des Entwicklerteams an die Spielergemeinschaft veröffentlicht, in denen die neuesten Entwicklungen und anstehende Ereignisse zum Thema gemacht wurden. Durch Foren und Umfragen erhalten die Entwickler Feedback der Spieler und versuchen dieses stärker zu beachten und zu implementieren. Im April 2011 begann das Team mit der Entwicklung einer neuen Spiel-Engine und einer anderen Server-Struktur.
Als Ehrung an Spieler, die im Zeitraum vom 6. Januar 2012 bis zum 29. September 2012 (Einstellungsdatum der Zahlungsverwaltung) mindestens 90 Tage Abonnement hatten, waren zu den Vorteilen der sogenannten „Legacy“-Kampagne berechtigt. Dazu gehörte ein vergünstigter Monatspreis von $9,99 für den Relaunch-Titel Final Fantasy XIV: A Realm Reborn, ein exklusives Chocobo-Reittier und die Möglichkeit seinen Namen in den offiziellen Credits des Spiels zu verewigen.

### Patches und Erweiterungen
Das Entwicklerteam plant die Veröffentlichung von großen Updates für etwa alle drei Monate. Jeder Patch enthält dabei eine Fortsetzung des Hauptszenarios sowie neue Raids, Prüfungen, Gegenstände und entsprechende Herstellungsrezepte und Dungeons. Zwischen den großen Updates gibt es immer wieder kleinere Patches und Hotfixes die die Lebensqualität im Spiel verändern und verbessern.
Neben den regelmäßigen Updates, wurden für das Spiel auch bereits Erweiterungen, die neue Regionen, Völker, Jobs, Gegenstände und zahlreiche weitere Herausforderungen hinzufügen, veröffentlicht. Die erste Erweiterung trägt den Namen Heavensward, die zweite Stormblood, die dritte Shadowbringers, die vierte Endwalker und die fünfte Dawntrail.
| Patches | Patches                          | Patches                                                | Patches |
| Patch   | Titel                            | Veröffentlichungsdatum                                 | Hinweise |
| ------- | -------------------------------- | ------------------------------------------------------ | --- |
| 2.0     | A Realm Reborn                   | 27. August 2013                                        | |
| 2.1     | A Realm Awoken                   | 16. Dezember 2013                                      | |
| 2.2     | Through the Maelstrom            | 27. März 2014                                          | |
| 2.3     | Defenders of Eorzea              | 8. Juli 2014                                           | |
| 2.4     | Dreams of Ice                    | 28. Oktober 2014                                       | Klasse Schurke (Ninja) eingeführt |
| 2.5     | Before the Fall                  | 20. Januar 2015 (1. Teil) 31. März 2015 (2. Teil)      | |
| 3.1     | As Goes Light, So Goes Darkness  | 10. November 2015                                      | |
| 3.2     | The Gears of Change              | 23. Februar 2016                                       | |
| 3.3     | Revenge of the Horde             | 7. Juni 2016                                           | |
| 3.4     | Soul Surrender                   | 27. September 2016                                     | |
| 3.5     | The Far Edge of Fate             | 17. Januar 2017 (1. Teil) 28. März 2017 (2. Teil)      | |
| 4.1     | The Legend Returns               | 10. Oktober 2017                                       | |
| 4.2     | Rise of a new Sun                | 30. Januar 2018                                        | Neuer Raid Omega: Sigmametrie. Neuer Primae Byakko. |
| 4.3     | Under the Moonlight              | 22. Mai 2018                                           | Neuer Primae Tsukuyomi. |
| 4.4     | Prelude in Violet                | 18. September 2018                                     | Neuer Raid Omega: Alphametrie. Neuer Primae Suzaku. |
| 4.5     | A Requiem for Heroes             | 8. Januar 2019 (1. Teil) 26. März 2019 (2. Teil)       | Neuer Allianz-Raid: Kloster von Orbonne. Neuer Primae: Seiryu. Neuer Beschränkter Job: Blaumagier. |
| 5.1     | Vows of Virtue, Deeds of Cruelty | 29. Oktober 2019 (1. Teil) 12. November 2019 (2. Teil) | Neuer Allianz-Raid: Die kopierte Fabrik. Neues Spiel+ (Nochmaliges Spielen der Geschichte). Überarbeitung der Disziplinen Handwerker und Sammler. Wiederaufbau Ishgards (Teil 1). |
| 5.2     | Echoes of a Fallen Star          | 18. Februar 2020                                       | Neuer Raid: Edens Resonanz. Neuer Primae, Rubin-Waffe. Neue Aufträge der Wilden Stämme: die Qitari. Wiederaufbau Ishgards (Teil 2). |
| 5.3     | Reflections in Crystal           | 11. August 2020                                        | Erweiterung der kostenlosen Demo bis Spielerlevel 60, die bisher kostenpflichtige Erweiterung Heavensward ist jetzt im Basisspiel enthalten. Neuer Allianz-Raid: Die Puppenfestung. Neue Aufträge der Wilden Stämme: die Zwerge. Wiederaufbau Ishgards (Teil 3). |
| 5.4     | Futures Rewritten                | 8. Dezember 2020                                       | Neuer Raid: Edens Verheißung, Ausbau von Neues Spiel + (mehr spielbare Aufträge), Job-Anpassungen, Erweiterung des Kartenspiels Triple Triad. Abschluss des Wiederaufbaus Ishgards (Teil 4) mit Patch 5.41. Beginn der Hinführung zum Hauptszenario der Erweiterung 6.0. |
| 5.5     | Death unto Dawn                  | 13. April 2021                                         | Neuer Allianz-Raid: Der Turm – Paradigmenbrecher, Abschluss der Geschichte von Shadowbringers, Veröffentlichung auf PlayStation 5 |
| 6.1     | Newfound Adventure               | 12. April 2022                                         | Neuer Allianz-Raid: Mythen Eorzeas (Teil 1) Aglaia, Anfang der neuen Storysaga, komplette Überarbeitung des PvP-Systems, Job-Anpassungen, Neues Wohngebiet: Empyreum, Überarbeitung des Grundstückkaufsystems, Überarbeitung diverser Dungeons aus 2.0 (A Realm Reborn) neuer Fataler Inhalt: Drachenkrieg, neue Wunschlieferung: Ameliance, Aufträge der Arkasodara, neue Hildibrand-Storyline (Patch 6.15) Reise zwischen Datenzentren (Patch 6.18) |
| 6.2     | Buried Memory                    | 23. August 2022                                        | Erweiterung des Pandæmonium Raids, Inselparadies |
| 6.3     | Gods Revel, Lands Tremble        | 10. Januar 2023                                        | Neuer Allianz-Raid: Mythen Eorzeas (Teil 2) Euphrosyne |
| 6.4     | The Dark Throne                  | 23. Mai 2023                                           | Erweiterung des Pandæmonium Raids |
| 6.5     | Growing Light                    | 3. Oktober 2023                                        | Neuer Allianz-Raid: Mythen Eorzeas (Teil 3) Thaleia & 21. März 2024 Xbox-Version Veröffentlichung |
| 7.1     | Crossroads                       | 12. November 2024                                      | Neuer Allianz-Raid: Echos aus Vana'diel |
| 7.2     | Seekers of Eternity              | 25. März 2025                                          | Neue Raids: Arkadion - Schwergewicht |
| 7.3     | The Promise of Tomorrow          | 05. August 2025                                        | Neuer Allianz-raid: Echos aus Vana'diel "San d'Oria: Die zweite Etappe" Ab 7.31 Kosmo-Erkundung: Phaennam ab 7.35: Aufträge der Yok Huy (Freundesvölker) |

| Erweiterungen | Erweiterungen  | Erweiterungen          | Erweiterungen                             |
| Patch         | Titel          | Veröffentlichungsdatum | Hinweise                                  |
| ------------- | -------------- | ---------------------- | ----------------------------------------- |
| 3.0           | Heavensward    | 23. Juni 2015          | Unterstützung für DirectX 11              |
| 4.0           | Stormblood     | 20. Juni 2017          | früher Zugang bereits ab 16. Juni 2017    |
| 5.0           | Shadowbringers | 2. Juli 2019           | früher Zugang bereits ab 28. Juni 2019    |
| 6.0           | Endwalker      | 7. Dezember 2021       | früher Zugang bereits ab 3. Dezember 2021 |
| 7.0           | Dawntrail      | 2. Juli 2024           | früher Zugang bereits ab 28. Juni 2024    |

## Rezeption

### Auszeichnungen
Auf der hauseigenen Spielemesse FINAL FANTASY XIV Fan Festival 2016, die neben Tokyo und Las Vegas, auch in Frankfurt für die europäischen Spieler veranstaltet wurde, wurden am 19. Februar 2017 zwei Einträge im Guinness-Buch der Rekorde verliehen:
- „The longest end credits in an MMO videogame“ (dt.: „Längster Abspann in einem MMORPG“) mit einer Stunde und 38 Minuten und der Listung von 32.335 Spielern aus der „Legacy-Kampagne“. Siehe Abschnitt „Entwicklung“
- "The most original pieces of music in a video game (including expansions) (dt.: „Meiste Anzahl an selbst komponierten Musikstücken in einem Videospiel“) mit einer Anzahl von 384 Musikstücken, Stand Spielversion 3.45.

Vor allem die 2019 erschienene Erweiterung Shadowbringers wurde von Kritikern und Journalisten hochgelobt, zurzeit (Stand: 30. August 2020) erreicht die Erweiterung auf Metacritic einen Wert von 91 (PS4) bzw. 90 (PC), was sie zum am Bestbewerteten PS4 Spiel des Jahres 2019 macht.
Final Fantasy XIV wurde bei den The Game Awards 2021 mit zwei Preisen für Best Ongoing Game & Best Community Support ausgezeichnet.
Final Fantasy XIV wurde bei den The Game Awards 2022 mit dem Preis für Best Community Support ausgezeichnet.